# Strand Hooksiel
Der Strand Hooksiel (auch Nordseestrand Hooksiel) ist ein künstlich angelegter Badestrand in Hooksiel in der Gemeinde Wangerland in Niedersachsen. Der Strand liegt zwischen dem Hooksieler Campingplatz und dem Hooksieler Außenhafen, dabei überwiegend auf der meerzugewandten Seite der Landzunge zwischen der Nordsee und dem Hooksieler Binnentief. Für den Besucher ergibt sich so der Eindruck, dass der Strand auf einer Art Nehrung liegt.

## Beschreibung
Der Strand in Hooksiel verfügt über die Bereiche Textilstrand, FKK-Strand und Hundestrand. Etwas räumlich getrennt liegt ganz im Westen der Strandbereich des Hooksieler Campingplatzes. Bis auf diesen Bereich sind genannte Strandabschnitte aber räumlich nicht scharf getrennt. Der Sandstrand ist rund 3,5 Kilometer lang und zwischen 50 und 70 Meter, nur im Bereich des Campingplatzes bis zu 150 Meter breit. Es folgt ein rund 150 Meter breiter Wiesenstreifen. Damit ist der Strand Hooksiel einer der größten Strände der ostfriesischen Halbinsel. Der Strand wird landeinwärts durch einen Deich begrenzt. Unmittelbar hinter dem Deich verläuft mit der Bäderstraße eine nahe Zufahrtsstraße, an der mehrere Parkplätze liegen.
Während der Badezeiten wird der Strand durch Schwimmaufsichten überwacht. Der Strand liegt am Niedersächsischen Wattenmeer, Baden und Schwimmen sind also von den Gezeiten abhängig. Bei Ebbe zieht sich das Meerwasser teilweise mehrere Kilometer zurück.

## Touristische Bedeutung
Seit der Schließung des Geniusstrandes bei Wilhelmshaven ist der Strand Hooksiel der Sandstrand, der der Großstadt Wilhelmshaven am nächsten liegt. Durch die verkehrsgünstige Lage zur nahen Autobahn A 29 und die kostenfreien strandnahen Parkmöglichkeiten ist der Strand für die Tages- und Wochenendtouristen aus dem südwestlichen Niedersachsen, aus Bremen und Teilen Nordrhein-Westfalens attraktiv.

## Touristische Einrichtungen
Am Strand befinden sich zwei Strandgebäude, jeweils mit Kiosk / Schnellrestaurant, Toiletten sowie Dusch- und Umkleidemöglichkeiten. Während der Badesaison werden Unterhaltungsmöglichkeiten angeboten. Außerhalb der gekennzeichneten Badestellen sind die strandüblichen Aktivitäten wie Segeln, Surfen, Boot fahren (auch Motorboote) erlaubt. Wie an der deutschen Küste üblich, werden am Strand Strandkörbe vermietet. Im Bereich des unmittelbar angrenzenden Hooksieler Außenhafens gibt es Fischrestaurants.

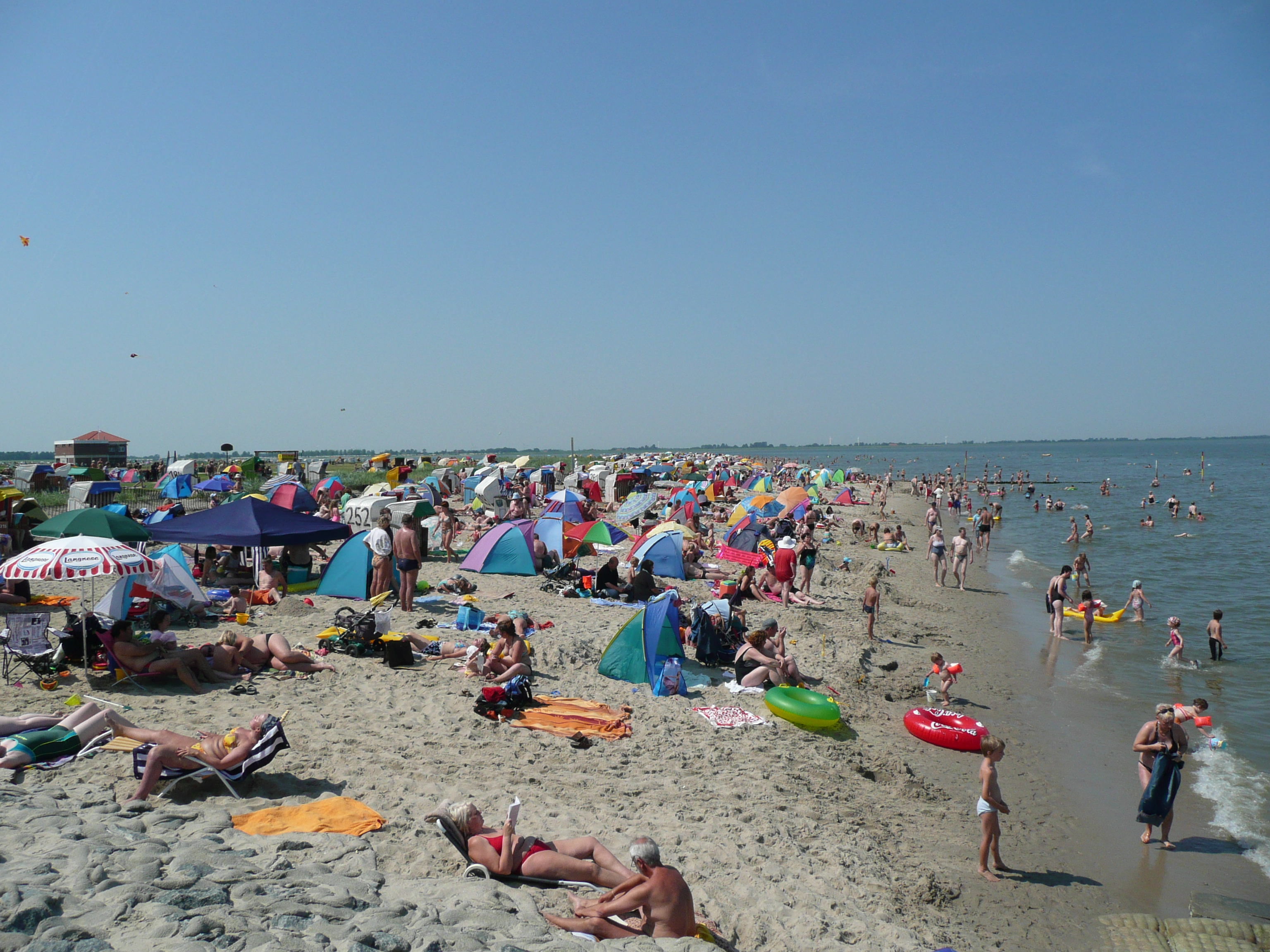
Strandszene im Sommer im Bereich des Textilbereiches
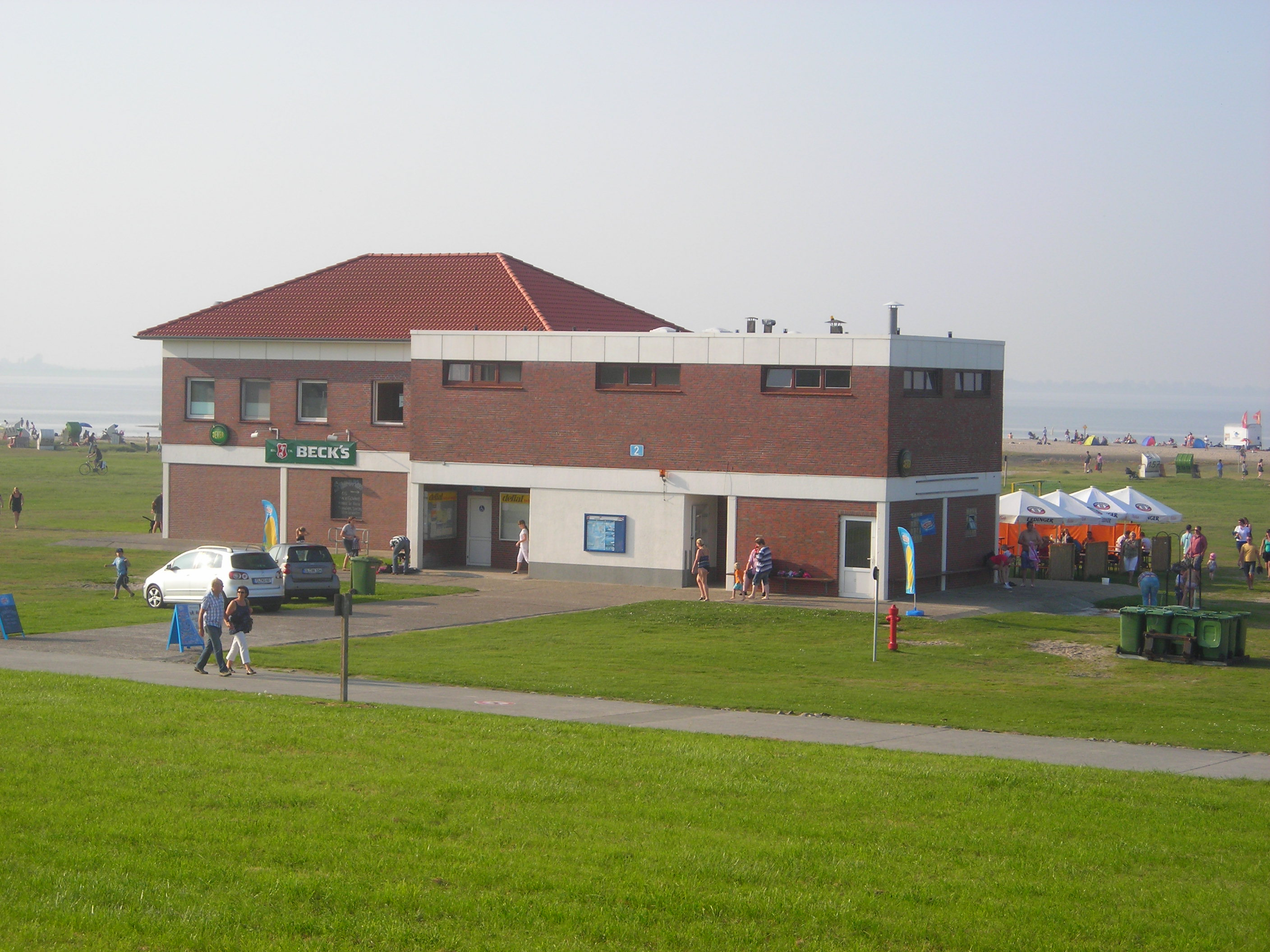
Eines der Strandgebäude
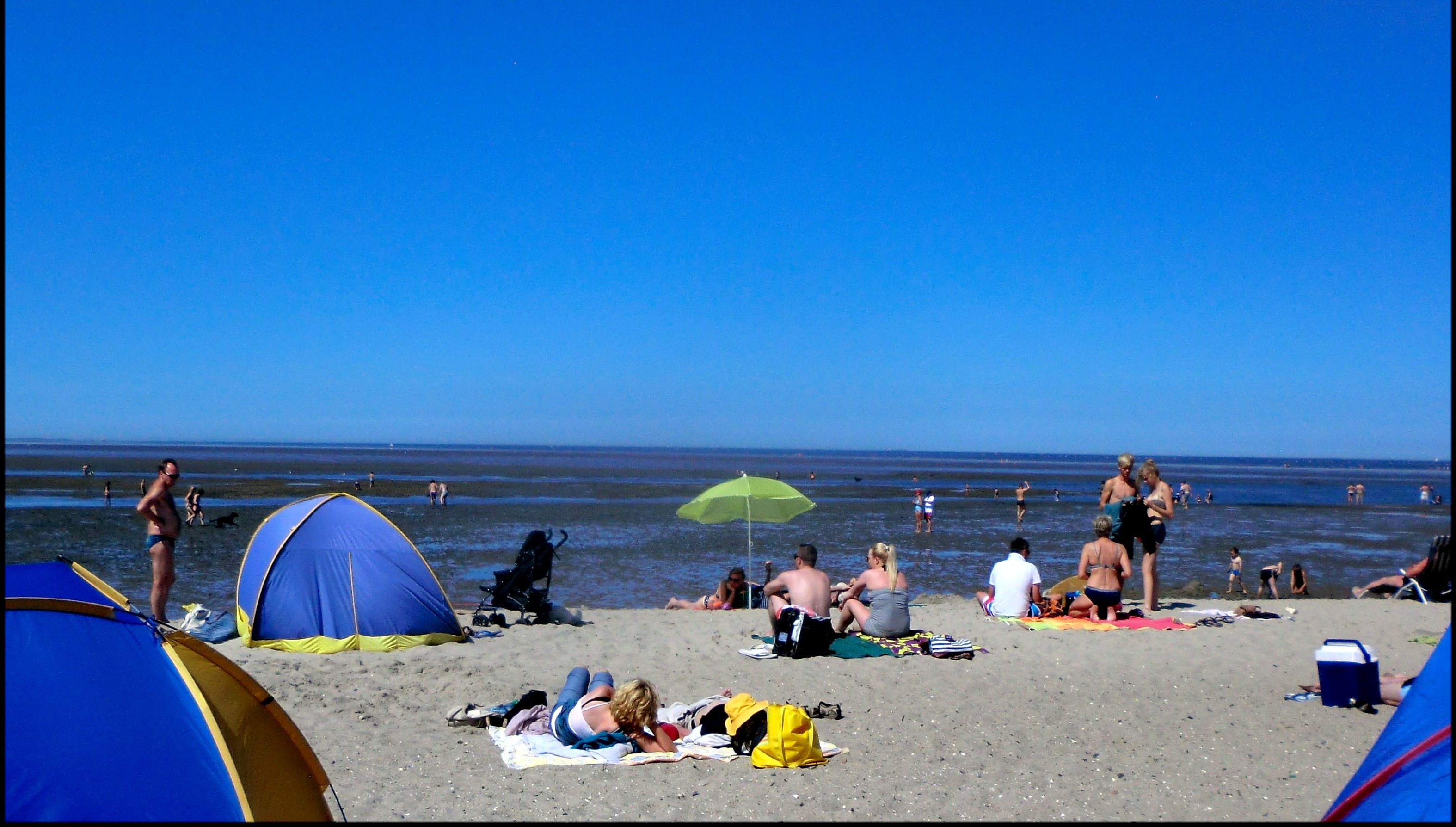
Am Hundestrand bei Ebbe

## Kontroverse um den kostenlosen Zugang zum Strand
Im Jahr 2012 hatte sich die Bürgerinitiative „Freier Strandzugang“ für „das Betreten der freien Landschaft“ engagiert, wie es nach Meinung der Initiative im Bundesnaturschutzgesetz geregelt ist, d. h., es wurde der kostenfreie Zugang zum Strand gefordert. Im Frühjahr 2012 erregte die Initiative pressewirksam Aufmerksamkeit: Sie demonstrierte zunächst an Ostern mit rund 20 Personen und zu Pfingsten mit rund 300 Demonstranten am Strand für den freien Zugang ans Meer. In den folgenden Wochen blieb die Initiative weiterhin aktiv – so erhob sie kurzerhand symbolisch eine Waldgebühr im Forst Upjever und verteilte Flugblätter in der Region. Noch während der Saison 2012 lenkte die Gemeindeverwaltung Wangerland ein und baute den Stacheldraht an der Strandeinzäunung teilweise zurück, nachdem die Initiative einen Vergleich mit der früheren innerdeutschen Grenze angestellt hatte.
Die Gemeinde Wangerland erwog daraufhin, künftig kein Eintrittsgeld für das Betreten des Strandes zu erheben, sondern stattdessen Gebühren für die Parkplätze einzuführen. Dieses wird von der Initiative und anderen Kritikern jedoch abgelehnt, da es sich dabei de facto nur um eine formale Verlegung der bestehenden Eintrittsregelung handele. Zur Saison 2013 blieb es zunächst bei der bestehenden Regelung. Im Januar 2016 entschied das Oberverwaltungsgericht Lüneburg, dass die Bewohner der Nachbargemeinden kein Recht auf kostenlosen Zugang zum Strand haben. Das Bundesverwaltungsgericht fällte 2018 ein Urteil, in dessen Folge die Strände in kostenfreie und kostenpflichtige Bereiche aufgeteilt wurden. 2023 trat die Regelung in Kraft, dass für den Zugang zum Strand kein Eintrittsgeld mehr verlangt wird. Dafür ist die Benutzung der strandnahen Parkplätze seit demselben Jahr mit Gebühren belegt. Vorher war es, wie für die Strandgebiete an der deutschen Nordseeküste typisch, umgekehrt.